# Kennedy (Buffy contre les vampires)
Pour les articles homonymes, voir Kennedy.
Kennedy (nom de famille inconnu) est un personnage de la série télévisée Buffy contre les vampires. Elle est interprétée par Iyari Limon. Il s'agit d'une tueuse de vampires potentielle qui va, au fil des épisodes de la saison 7, séduire le personnage de Willow.

## Biographie fictive

### Dans la série télévisée
Kennedy est l'une des trois premières tueuses potentielles arrivant à Sunnydale avec Giles dans l'épisode L'Aube du dernier jour. Elle vient d'une riche famille new-yorkaise vivant dans un château et a une demi-sœur. Lesbienne, Kennedy prend conscience de sa sexualité à l'âge de cinq ans (lorsqu'elle voit Autant en emporte le vent), et poursuit agressivement un rapport de séduction avec Willow, dont la précédente petite amie, Tara, a été tuée à la fin de la saison 6. Elle finit par arriver à ses fins au cours de l'épisode Duel, dans lequel elle donne à Willow un baiser qui met fin au sortilège de pénitence dont elle était victime, et toutes deux commencent leur relation romantique. Elle est dès lors le principal soutien de Willow jusqu'à la fin de la série. Elle se révèle aussi très vite comme étant l'une des tueuses potentielles les plus douées, supervisant même l'entraînement des autres potentielles (épisode Retour aux sources). Elle fait partie des survivantes à la dernière bataille contre les Turok-Han, combat durant lequel elle acquiert, comme les autres, les pouvoirs de Tueuse (épisode La Fin des temps, partie 2).
Kennedy est mentionnée dans un épisode de la série Angel. Dans l'épisode 11 de la saison 5, Folle, Andrew révèle à Spike que Kennedy et Willow sont basées à São Paulo, mais que chaque fois qu'il les a eues au téléphone, elles étaient à Rio de Janeiro.

### Dans les comics
Kennedy est pour la première fois mentionnée dans les comics de Buffy contre les vampires, Saison huit lors de l'épisode Anywhere but here par Buffy, lorsque Willow raconte un fantasme à sa meilleure amie. La relation Kennedy/Willow est évoquée alors tout au long de ce tome et un flashback nous montre une dispute entre les deux jeunes femmes. Kennedy se sent en effet écartée de la vie de Willow. La sorcière le confirme et c'est intentionnel car elle a peur que Kennedy ne subisse le même sort que Tara. Kennedy dirige avec Vi les Tueuses basées à New York et participe au combat final contre Twilight. À la fin de la saison 8, lorsque la magie disparaît du monde en raison des actions de Buffy, Willow quitte Kennedy et celle-ci reproche à Buffy d'être la cause de cette rupture.
Dans Buffy contre les vampires, Saison neuf, Kennedy crée une agence de gardes du corps que Buffy rejoint pendant une brève période, les deux jeunes femmes mettant fin à un complot de Wolfram & Hart. Le succès de l'agence rend Kennedy millionnaire et elle offre un poste à Faith à la fin de la saison.

## Caractérisation
Jeune femme au caractère bien trempé, c'est la plus mature de toutes les potentielles et c'est la seule à contredire les ordres de Buffy. Lesbienne, au même titre que Tara Maclay, Joss Whedon a voulu que Kennedy soit une « anti-Tara », c'est-à-dire une femme dont la personnalité soit totalement opposée. Son but était de ne pas donner au fan le sentiment que Willow remplace Tara par une autre femme qui soit la même. Le personnage a toutefois été mal accueilli par les fans de la série et figure à la 21e place du classement des personnages de séries télévisées les plus agaçants du magazine Entertainment Weekly.